# Golden Bauhinia Square

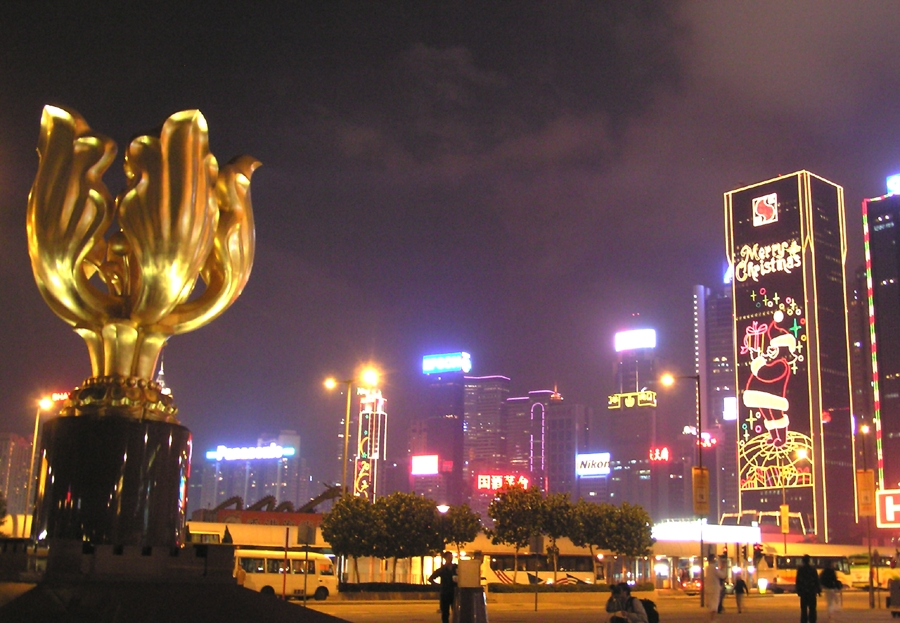
La Golden Bauhinia Square por la noche

La Golden Bauhinia Square (en chino tradicional, 金紫荊廣場) es una zona al aire libre situada en Wan Chai Norte, Hong Kong, China. La plaza se llama así por la gran estatua de una Bauhinia blakeana dorada situada en el centro, frente al del Centro de exhibiciones y convenciones de Hong Kong, donde tuvieron lugar las ceremonias de la transferencia de soberanía de Hong Kong y el establecimiento de la región administrativa especial de Hong Kong en julio de 1997. Cada día a las ocho de la mañana se celebra una ceremonia de izado de la bandera. Se considera una atracción turística de Hong Kong.
La escultura, una flor bauhinia dorada, tiene seis metros de altura. La parte principal se compone de una bauhinia sobre una base de granito rojo en una pirámide.
La escultura se considera un símbolo importante de la población de Hong Kong tras la transferencia de soberanía. En el segundo día del Año Nuevo Chino y el Día Nacional de la República Popular China, la plaza está iluminada con un espectáculo de fuegos artificiales.

## Ceremonia de izado de la bandera

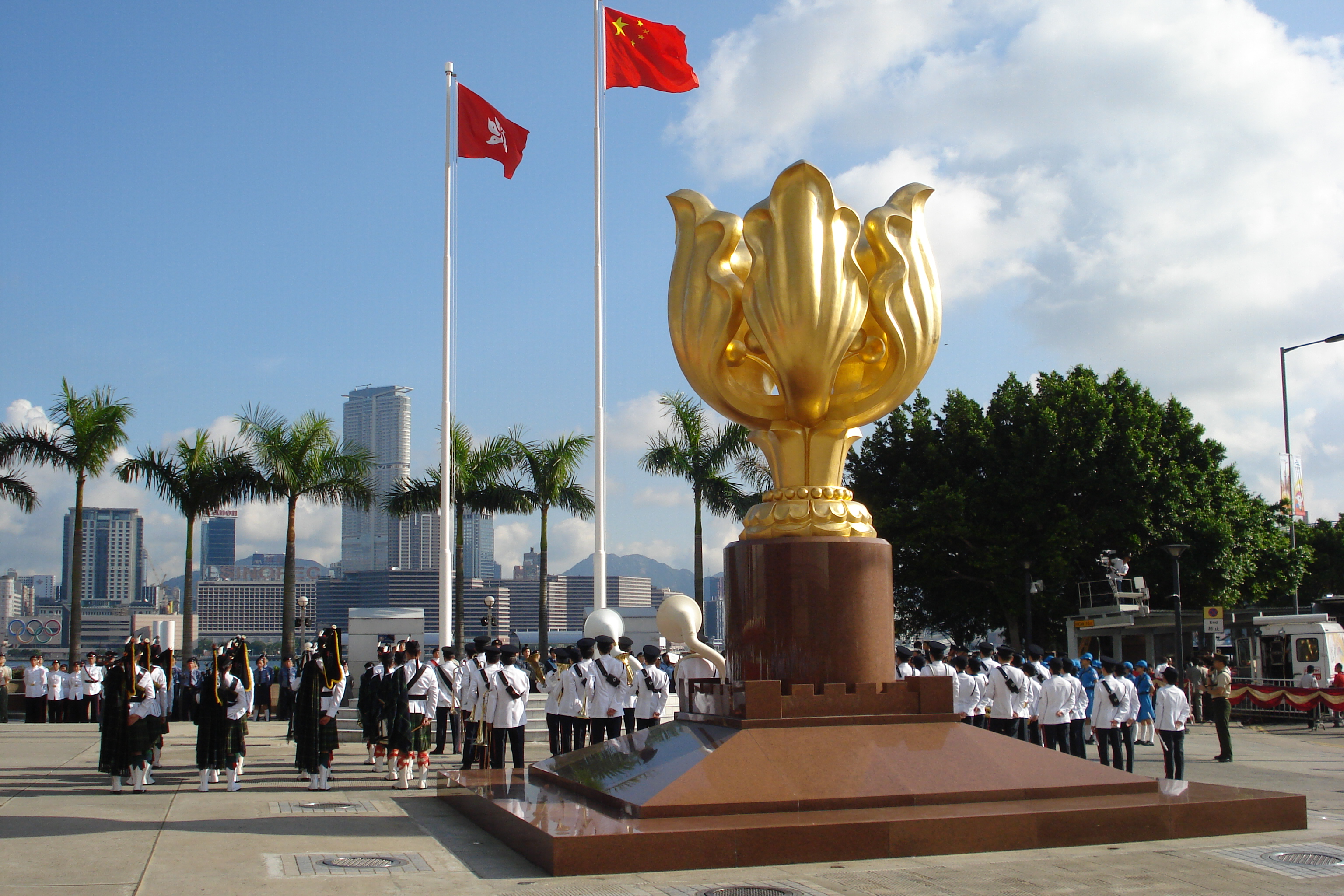
Ceremonia de izado de la bandera llevada a cabo por jóvenes uniformados el 30 de agosto de 2008 para dar la bienvenida a los atletas nacionales de China

La ceremonia diaria de izado de la bandera en la Golden Bauhinia Square, frente al Centro de exhibiciones y convenciones de Hong Kong, es realizada por la Policía de Hong Kong. Hay tres tipos de ceremonias: la Ceremonia Diaria (diaria, todos los días excepto el primer día de cada mes), la Ceremonia Aumentada (el primer día de cada mes, excepto julio y octubre) y la Ceremonia Especial (1 de julio y 1 de octubre).
La ceremonia diaria se realiza con atuendo normal e incluye la interpretación del himno nacional, mientras que la ceremonia ampliada es realizada por un grupo de oficiales de policía de Hong Kong, acompañados por una unidad rifle con traje ceremonial, y también incluye la interpretación del himno nacional por la Banda de la Policía, seguida de una actuación musical de 10 minutos de la Police Pipe Band.
Desde julio de 2008, en el segundo domingo de cada mes, la ceremonia de izado de la bandera es realizada por diferentes grupos de jóvenes locales uniformados. Estos grupos realizan la ceremonia diaria (el grupo que iza la bandera se compone de cinco miembros: un comandante, dos izadores nacionales y dos izadores regionales) sin actuación musical. El programa de 2010 es el siguiente: 13 de junio de 2010: Scout Association of Hong Kong, 11 de julio de 2010: Hong Kong St. John Ambulance Brigade Cadet Command, 8 de agosto de 2010: Civil Aid Service, 12 de septiembre de 2010: Hong Kong Sea Cadet Corps, 10 de octubre de 2010: Hong Kong Girl Guides Association, 14 de noviembre de 2010: The Girls' Brigade (Hong Kong) y 12 de diciembre de 2010: The Boys' Brigade, Hong Kong.